# هانز كلينك
هانز كلينك (بالألمانية: Hans Klenk)‏ مواليد 28 أكتوبر 1919، كان سائق فورملا 1 ألماني سابق كان قد بدأ مسيرته الاحترافية عام 1952. كان أول سباق له هو سباق الجائزة الكبرى الألماني 1952.

## سباقات شارك فيها
- لو مان 24 ساعة